# Pasar Krui
Pasar Krui is een bestuurslaag in het regentschap Lampung Barat van de provincie Lampung, Indonesië. Pasar Krui telt 9769 inwoners (volkstelling 2010).